# Paul Webb (Bassist)
Paul Webb (* 16. Januar 1962 in Southend-on-Sea, Grafschaft Essex, England) ist ein britischer Musiker, Komponist, Sänger und Songschreiber. Bekanntheit erlangte er als Bassist der Band Talk Talk. Seit 2002 veröffentlicht er Musik unter dem Pseudonym Rustin Man.

## Karriere
Webb begann seine musikalische Karriere als Bassist in der Reggae-Band Eskalator. Schlagzeuger dieser Band war Webbs Schulfreund Lee Harris.
Beide wurden 1981 von Mark Hollis für die Produktion von Demoaufnahmen engagiert, an denen auch der Keyboarder Simon Brenner teilnahm. Die vier Musiker gründeten infolge dieser Zusammenarbeit die Band Talk Talk, die bis zu ihrer Auflösung 1991 fünf Studioalben veröffentlichte. Webb stieg vor der Produktion des letzten Albums, das 1991 erschien, aus der Band aus.
Anfang der 1990er Jahre begannen Webb und Harris, gemeinsam Songs zu schreiben. Unter dem Namen 'O'rang veröffentlichten sie zwei Studioalben: 1994 Herd Of Instinct und 1996 Fields & Waves.
Webb brachte 2002 zusammen mit Beth Gibbons, Sängerin der britischen Trip-Hop-Band Portishead, das Album Out Of Season heraus. Webb trat hierbei erstmals unter dem Pseudonym Rustin Man auf. Das Album wurde während einer Tournee mit Konzerten in Europa, den USA und Brasilien präsentiert.
Webb arbeitete auch als Musikproduzent. Als solcher wirkte er mit bei den Aufnahmen zu den Alben The Year Of The Leopard (2006) von James Yorkston, Gravity & Grace (2009) der schwedischen Band The Tiny und Hilfe kommt (2009) der belgischen Band Dez Mona.
Im Februar 2019 veröffentlichte Webb unter dem Namen Rustin Man sein erstes Soloalbum mit dem Titel Drift Code. Das zweite Album, Clockdust, erschien im März 2020. Die Songs der beiden Alben waren über einen längeren Zeitraum entstanden. Webb spielte dabei die meisten Instrumente selbst ein, Lee Harris unterstützte ihn als Schlagzeuger.

## Privatleben
Webb ist verheiratet und Vater von zwei Kindern.

## Diskografie (Studioalben)

### Als Mitglied der Band Talk Talk
- The Party’s Over (1982)
- It’s My Life (1984)
- The Colour Of Spring (1986)
- Spirit Of Eden (1988)

### Als Mitglied der Band 'O'rang
- Herd Of Instinct (1994)
- Fields & Waves (1996)

### Als Rustin Man mit Beth Gibbons
- Out Of Season (2002)

### Als Rustin Man
- Drift Code (2019)
- Clockdust (2020)